# Раскильдинское сельское поселение
Раски́льдинское се́льское поселе́ние (чув. Ураскилт ял тӑрӑхӗ) — упразднённое в 2022 году муниципальное образование в составе Аликовского муниципального округа Чувашской Республики. Административный центр — село Раскильдино.
В состав поселения входят 5 населённых пунктов:
- с. Раскильдино (административный центр)
- д. Большие Токташи
- д. Малые Токташи
- д. Тури-Выла
- д. Шундряши

По землям поселения протекает река Выла.
| 2010 | 2012  | 2013  | 2014 | 2015 | 2016 | 2017 |
| ---- | ----- | ----- | ---- | ---- | ---- | ---- |
| 1083 | ↘1043 | ↘1025 | ↘992 | ↘957 | ↘916 | ↘871 |
| 2018 | 2019  | 2020  | 2021 |      |      |      |
| ↘832 | ↘791  | →791  | ↘773 |      |      |      |

## Связь и средства массовой информации
- Связь: ОАО «Волгателеком», Би Лайн, МТС, Мегафон. Развит интернет ADSL технологии.
- Газеты и журналы: Аликовская районная газета «Пурнăç çулĕпе» — «По жизненному пути» (языки публикаций: чувашский, русский).
- Телевидение: Население использует эфирное и спутниковое телевидение, за отсутствием кабельного телевидения. Эфирное телевидение позволяет принимать национальный канал на чувашском и русском языках.
- Радио: Радио Чувашии, Национальное радио Чувашии